# Ligusticum elegans
Ligusticum elegans är en flockblommig växtart som beskrevs av H.Wolff. Ligusticum elegans ingår i släktet strandlokor, och familjen flockblommiga växter. Inga underarter finns listade i Catalogue of Life.